# Tolpiodes melanoproctis
Tolpiodes melanoproctis là một loài bướm đêm trong họ Noctuidae.